# Bo op de Weegh
Bo op de Weegh (Alkmaar, 9 februari 2005) is een voetbalspeelster uit Nederland. Ze speelt als aanvaller voor AZ.

## Clubcarrière
Op de Weegh doorliep vele jeugdelftallen van VV Alkmaar. In het seizoen 2022/23 maakte ze een aantal keer deel uit van de selectie van het eerste elftal. Op 27 januari 2023 maakte ze haar debuut voor VV Alkmaar in de Vrouwen Eredivisie in een uitwedstrijd tegen Excelsior Rotterdam
In de zomer van 2023 ging VV Alkmaar over in AZ en Op de Weegh stapte over naar die club. Ze maakte haar basisdebuut in een thuiswedstrijd tegen Excelsior Rotterdam op 8 september 2023.
Op 11 april 2024 tekende Op de Weegh haar eerste profcontract. Ze tekende een contract tot medio 2025. Ze maakte op 18 december 2024 in een uitwedstrijd tegen PEC Zwolle haar eerste doelpunt in de Vrouwen Eredivisie. Op de Weegh verlengde in mei 2025 haar profcontract bij AZ tot medio 2027. In een uitwedstrijd tegen FC Twente liep Op de Weegh een kruisbandblessure op, waarvan ze maandenlang moest herstellen.

## Statistieken
| Seizoen | Club       | Competitie         | Competitie | Competitie | Beker | Beker | Overig | Overig | Totaal | Totaal |
| Seizoen | Club       | Competitie         | Wed.       | Dlp.       | Wed.  | Dlp.  | Wed.   | Dlp.   | Wed.   | Dlp.   |
| ------- | ---------- | ------------------ | ---------- | ---------- | ----- | ----- | ------ | ------ | ------ | ------ |
| 2022/23 | VV Alkmaar | Vrouwen Eredivisie | 5          | 0          | 2     | 0     | 0      | 0      | 7      | 0      |
| 2023/24 | AZ         | Vrouwen Eredivisie | 17         | 0          | 1     | 0     | 0      | 0      | 18     | 0      |
| 2024/25 | AZ         | Vrouwen Eredivisie | 17         | 3          | 2     | 0     | 0      | 0      | 19     | 3      |
| Totaal  | Totaal     | Totaal             | 40         | 3          | 5     | 0     | 0      | 0      | 45     | 3      |

Bijgewerkt t/m 21 mei 2025.

## Interlandcarrière
Op de Weegh is jeugdinternational en meermaals onderdeel geweest van de selectie van Nederland onder 16.
2 Caprino ·
3 De Ridder ·
4 Woons ·
5 Mol ·
6 Colin ·
7 Van der Most ·
8 De Vette ·
9 Spaan ·
10 Van Lunteren ·
11 Kroese ·
12 Blom ·
13 Copier ·
14 Op de Weegh ·
15 Groot ·
16 Booms ·
17 Zijp ·
18 Boukakar ·
20 Van Bentum ·
21 Van Uden ·
22 Thomas ·
23 Stoop ·
Coach: De Vogel
· Keeperstrainer: Keizer